# Arnau de Gurb
Arnau de Gurb, né vers 1210 à Gurb (Catalogne) et mort en 1284, est un ecclésiastique catalan. Il est évêque de Barcelone de 1252 à 1284.

## Biographie
Arnau est le fils du châtelain Ramon de Gurb et de Adelaida de Mont-ral. D'abord chanoine à la cathédrale Saint-Pierre de Vic, au côté de l'évêque Bernat Calbó, et rencontre et correspond longtemps également avec Raymond de Peñafort. Il est à partir de 1244 archidiacre de Barcelone puis, après la mort de Pere de Centelles en 1252, évêque de Barcelone, fonction qu'il conserve jusqu'à sa mort en 1284.
Arnau de Gurb est aussi un assistant diplomatique pour Jacques Ier d'Aragon. Il l'accompagne au premier concile de Lyon en 1245 ou dans ses expéditions vers le royaume de Murcie. Il est aussi l'ambassadeur envoyé pour négocier avec le roi de France lors du traité de Corbeil en 1258.